# 뤄강구

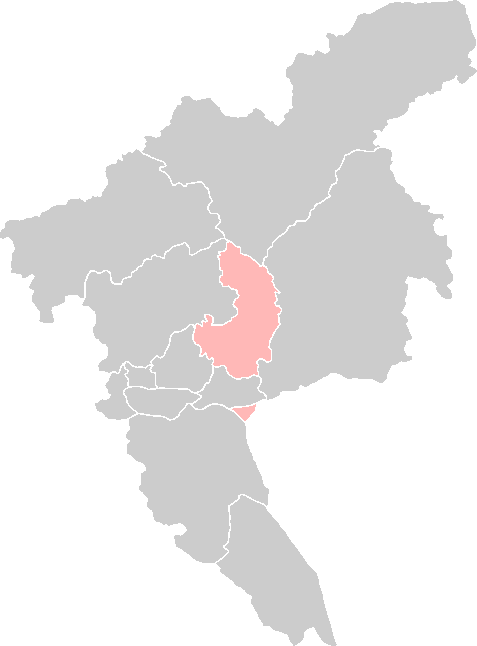
뤄강 구의 위치

뤄강구(한국어: 나강구, 중국어: 萝岗区, 병음: Luógāng Qū)는 중화인민공화국 광둥성 광저우시의 현급 행정구역이다. 넓이는 389km2이고, 인구는 2007년 기준으로 170,000명이다.

## 행정 구역
5개 가도, 1개 진을 관할한다.
- 가도: 萝岗街道, 夏港街道, 东区街道, 联和街道, 永和街道.
- 진: 九龙镇.